# Mohamed Mir
Mohamed Mir (en arabe : محمد مير), né le 24 août 1963, est un ancien cycliste algérien. Il a participé à la course sur route aux Jeux olympiques d'été de 1988,

## Palmarès
- 1987
  -  Médaillé d'argent de la course en ligne des Jeux africains
  - 2e du championnat d'Algérie sur route